# Пингераць (комуна)
Пингераць, Пингераці (рум. Pângărați) — комуна у повіті Нямц в Румунії.
До складу комуни входять такі села (дані про населення за 2002 рік):
- Оанцу (1046 осіб)
- Пингераць (745 осіб)
- Пингеречор (1452 особи)
- Пояна (494 особи)
- Прелука (440 осіб)
- Стежару (1022 особи)

Комуна розташована на відстані 277 км на північ від Бухареста, 13 км на захід від П'ятра-Нямца, 109 км на захід від Ясс, 148 км на північ від Брашова.

## Населення
За даними перепису населення 2002 року у комуні проживали 5199 осіб.
Національний склад населення комуни:
| Національність | Кількість осіб | Відсоток |
| -------------- | -------------- | -------- |
| румуни         | 5183           | 99,7%    |
| цигани         | 9              | 0,2%     |
| угорці         | 7              | 0,1%     |

Рідною мовою назвали:
| Мова      | Кількість осіб | Відсоток |
| --------- | -------------- | -------- |
| румунська | 5195           | 99,9%    |
| угорська  | 4              | 0,1%     |

Склад населення комуни за віросповіданням:
| Релігія        | Кількість осіб | Відсоток |
| -------------- | -------------- | -------- |
| православні    | 5072           | 97,6%    |
| адвентисти     | 66             | 1,3%     |
| п'ятдесятники  | 24             | 0,5%     |
| римо-католики  | 20             | 0,4%     |
| греко-католики | 9              | 0,2%     |
| реформати      | 1              | < 0,1%   |
| атеїсти        | 1              | < 0,1%   |